# 布勞瑟頓圖書館

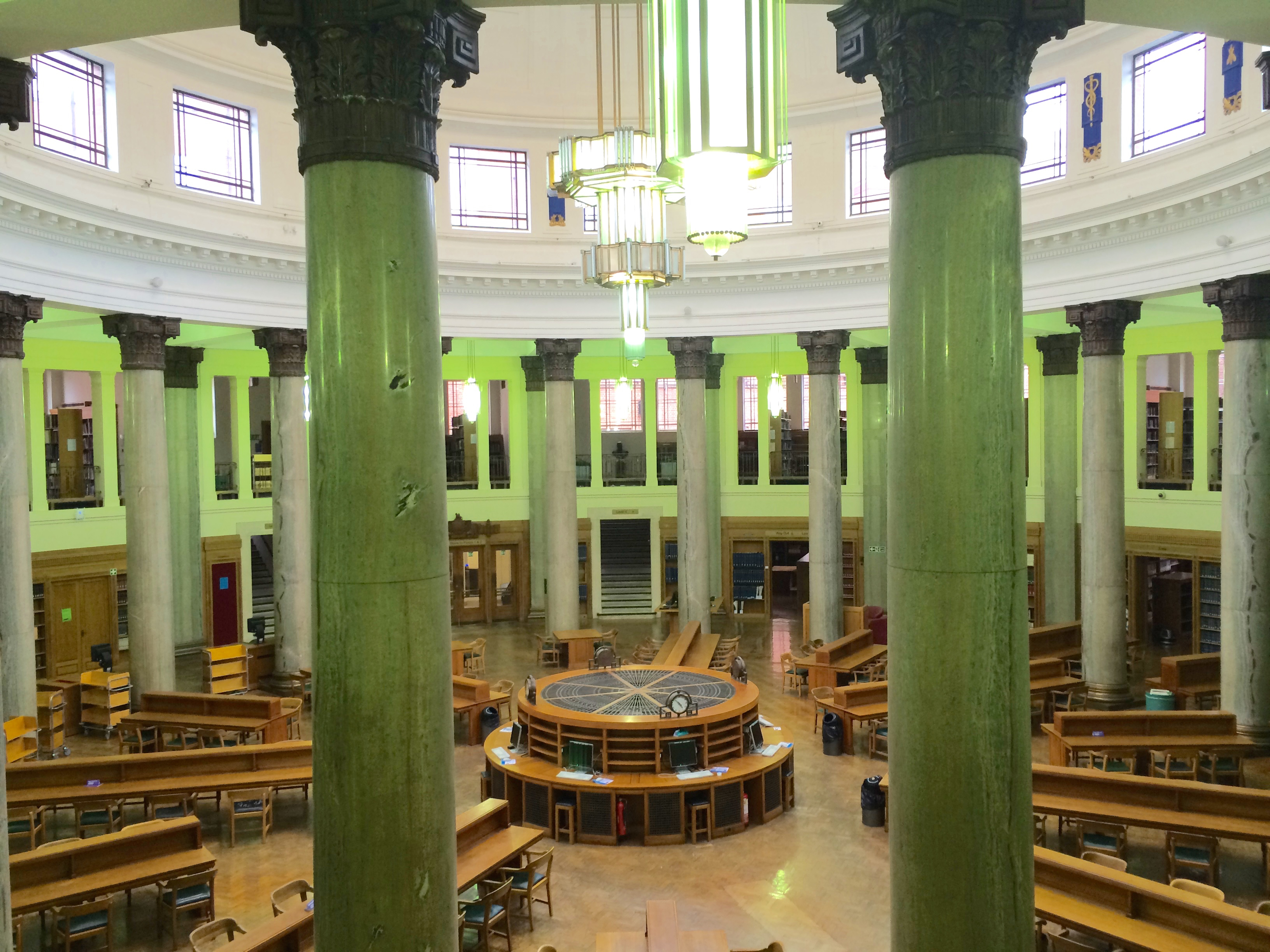
布勞瑟頓圖書館

布勞瑟頓圖書館（Brotherton Library）是英國利茲大學的圖書館之一。這座建築修建於1936年，外觀為布雜藝術風格，但也有一些裝飾風藝術特徵。圖書館是英國的II級登錄建築。

## 外部連結
- Leeds University Library Homepage
- University Gallery
- University Archive

53°48′28″N 1°33′12″W / 53.80782°N 1.55344°W